# Rab (protéine G)
Pour les articles homonymes, voir Rab.
La famille de protéines Rab est membre de la superfamille Ras des petites protéines G . Environ 70 types de Rabs ont maintenant été identifiés chez l'homme. Les protéines Rab possèdent généralement un repli GTPase, qui consiste en une feuille bêta à six brins qui est flanquée de cinq hélices alpha . Les GTPases Rab régulent de nombreuses étapes du trafic membranaire, y compris la formation de vésicules, le mouvement des vésicules le long des réseaux d'actine et de tubuline et la fusion membranaire. Ces processus constituent la voie par laquelle les protéines de surface cellulaire sont acheminées du Golgi vers la membrane plasmique et sont recyclées. Le recyclage des protéines de surface renvoie des protéines à la surface dont la fonction implique le transport d'une autre protéine ou substance à l'intérieur de la cellule, comme le récepteur de la transferrine, ou sert de moyen de réguler le nombre d'un certain type de molécules de protéines à la surface.

## Fonctions

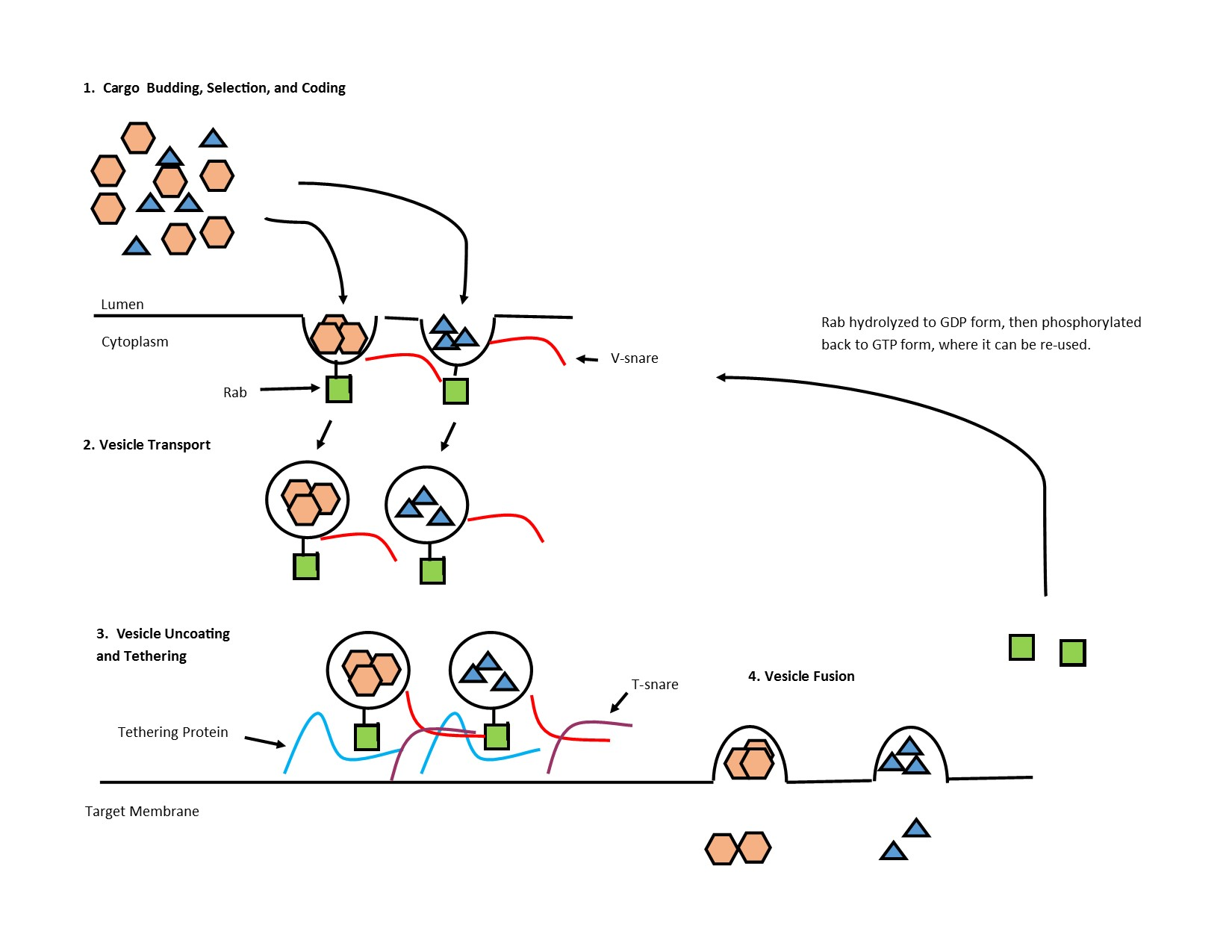
Les 4 étapes du transport des vésicules

Les protéines Rab sont des protéines membranaires périphériques, ancrées à une membrane via un groupe lipidique lié de manière covalente à un acide aminé. Plus précisément, les Rabs sont ancrés via des groupes prényl sur deux cystéines à l'extrémité C-terminale. Les protéines d'escorte de Rab (REPs) livrent du Rab nouvellement synthétisé et prénylé à sa membrane de destination en se liant aux groupes prényliques hydrophobes et insolubles et en transportant Rab à travers le cytoplasme. Les groupes lipidiques prényle peuvent ensuite s'insérer dans la membrane, ancrant Rab sur la face cytoplasmique d'une vésicule ou la membrane plasmique. Parce que les protéines Rab sont ancrées à la membrane à travers une région C-terminale flexible, elles peuvent être considérées comme un «ballon sur une chaîne».
Comme les autres petites GTPases, les Rabs basculent entre deux conformations, une forme inactive liée au GDP (guanosine diphosphate) et une forme active liée au GTP (guanosine triphosphate). Un facteur d'échange GTP / GDP (GEF) catalyse la conversion de la forme liée au GTP à la forme liée au GDP, activant ainsi le Rab. L'hydrolyse GTP inhérente de Rabs peut être améliorée par une protéine activatrice de GTPase (GAP) conduisant à l'inactivation de Rab. Les REP ne portent que la forme liée au GDP de Rab, et les effecteurs de Rab, des protéines avec lesquelles Rab interagit et à travers lequel il fonctionne, ne se lient qu'à la forme liée au GTP de Rab. Les effecteurs Rab sont très hétérogènes et chaque isoforme Rab possède de nombreux effecteurs à travers lesquels elle remplit plusieurs fonctions. La liaison spécifique de l'effecteur à la protéine Rab permet à la protéine Rab d'être efficace, et inversement, le décalage de conformation de la protéine Rab vers l'état inactif conduit à une dissociation effectrice de la protéine Rab .
Les protéines effectrices ont l'une des quatre fonctions différentes.
1. Bourgeonnement, sélection et revêtement de la cargaison
2. Transport des vésicules
3. Dépose et fixation des vésicules
4. Fusion de vésicules [3]

Après fusion membranaire et dissociation effectrice, Rab est recyclé vers sa membrane d'origine. Un inhibiteur de dissociation de GDP (GDI) lie les groupes prényl de la forme inactive liée à GDP de Rab, inhibe l'échange de GDP pour GTP (qui réactiverait Rab) et délivre Rab à sa membrane d'origine.

## Signification clinique
Les protéines Rab et leurs fonctions sont essentielles au bon fonctionnement des organites, et en tant que tel, lorsqu'une déviation est introduite dans le cycle des protéines Rab, des états pathologiques physiologiques s'ensuivent .

### Choroïdérémie
La choroïdérémie est causée par une mutation de perte de fonction dans le gène CHM qui code la protéine d'escorte Rab (REP-1). REP-1 et REP-2 (une protéine de type REP-1) aident tous deux à la prénylation et au transport des protéines Rab . Rab27 s'est avéré dépendre préférentiellement de REP-1 pour la prénylation, qui pourrait être la cause sous-jacente de la choroïdérémie .

### Déficience intellectuelle
Il a été démontré que des mutations du gène GDI1 conduisent à une déficience intellectuelle non spécifique liée à l' X. Dans une étude réalisée sur des souris, les porteurs d'une délétion du gène GDI1 ont montré des anomalies marquées dans la formation de la mémoire à court terme et les schémas d'interaction sociale. Il est à noter que les schémas sociaux et comportementaux présentés chez les souris porteuses de la protéine GDI1 sont similaires à ceux observés chez l'homme avec la même délétion. Il a été démontré que la perte du gène GDI1 à travers des extraits cérébraux des souris mutantes conduit à l'accumulation des protéines Rab4 et Rab5, inhibant ainsi leur fonction .

### Cancer / cancérogenèse
Les preuves montrent que la surexpression des Rab GTPases a une relation frappante avec la cancérogenèse, comme dans le cancer de la prostate,. Il existe de nombreux mécanismes par lesquels le dysfonctionnement de la protéine Rab s'est révélé cancérigène. Pour n'en nommer que quelques-unes, une expression élevée de l'oncogène Rab1, ainsi que des protéines Rab1A, favorise la croissance des tumeurs, souvent avec un mauvais pronostic. La surexpression de Rab23 a été liée au cancer gastrique. En plus de provoquer directement le cancer, la dérégulation des protéines Rab a également été liée à la progression de tumeurs déjà existantes et contribuant à leur malignité .

### la maladie de Parkinson
Des mutations de la protéine Rab39b ont été liées à une déficience intellectuelle liée à l'X et également à une forme rare de la maladie de Parkinson .

## Types de protéines Rab
Jusqu'à présent, environ 70 Rabs différents ont été identifiés chez l'homme. Ils sont principalement impliqués dans le trafic de vésicules. Leur complexité peut être comprise si on les considère comme des étiquettes d'adresse pour le trafic de vésicules, définissant l'identité et le routage des vésicules. Entre parenthèses figurent les noms équivalents des organismes modèles Saccharomyces cerevisiae  et Aspergillus nidulans .
| Nom                  | Emplacement subcellulaire                                      |
| -------------------- | -------------------------------------------------------------- |
| RAB1 (Ypt1, RabO)    | Complexe de Golgi                                              |
| RAB2A                | ER, réseau cis-Golgi                                           |
| RAB2B                |                                                                |
| RAB3A                | vésicules sécrétoires et synaptiques                           |
| RAB4A                | recyclage des endosomes                                        |
| RAB4B                |                                                                |
| RAB5A                | vésicules enrobées de clathrine, membranes plasmiques          |
| RAB5C (Vps21, RabB)  | endosomes précoces                                             |
| RAB6A (Ypt6, RabC)   | Réseau Golgi et trans-Golgi                                    |
| RAB6B                |                                                                |
| RAB6C                |                                                                |
| RAB6D                |                                                                |
| RAB7 (Ypt7, RabS)    | endosomes tardifs, vacuoles                                    |
| RAB8A                | vésicules sécrétoires basolatérales                            |
| RAB8B                |                                                                |
| RAB9A                | endosome tardif, réseau transgolgi                             |
| RAB9B                |                                                                |
| RAB11A (Ypt31, RabE) | recyclage des endosomes, porteurs exocytaires post-Golgi       |
| RAB14                | endosomes précoces                                             |
| RAB18                | gouttelettes lipidiques, golgi, réticulum endoplasmique        |
| RAB25                | transport à petite échelle, promoteur du développement tumoral |
| RAB39A               | lie la caspase-1 dans l'inflammasome                           |

- RAB13
- RAB23
- RAB27
- RAB17